# Cymothoa gadorum
Cymothoa gadorum är en kräftdjursart som beskrevs av Brocchi 1875. Cymothoa gadorum ingår i släktet Cymothoa och familjen Cymothoidae. Inga underarter finns listade i Catalogue of Life.